# Ginette Cros
Ginette Cros (née le 26 janvier 1921 dans le 18e arrondissement de Paris et morte le 31 août 2002 à Névez) est une femme politique et enseignante française. 
Cadre du Parti communiste, principalement au sein des mouvements pour les jeunes, comme l'Union des étudiants et lycéens français, le Front des étudiants patriotiques et les Forces unies de la jeunesse patriotique, elle est aussi membre du Comité directeur du Front national et membre du Conseil national de la Résistance.

## Biographie
Ginette Fernande Cros naît à Paris le 26 janvier 1921. Sa mère, Marguerite Delabre et son père, Paul Cros (1895-), un ingénieur électricien et cinéaste amateur, sont de gauche,. Ginette Cros fait des études secondaires au lycée Jules Ferry.
En 1938-1939, elle rejoint le groupe des « lycéens de Paris » où elle milite aux côtés de ses amis Jeanne Brunschwig, Pierre Daix et  Jean Suret-Canale. Elle change de lycée, pour rejoindre au Lycée Rollin, Olivier Souef le secrétaire général du groupe dont elle est proche.

### Résistance étudiante
Pendant la drôle de guerre, des classes du lycée Rollin sont repliées à Rennes. Les quatre amis y animent le groupe des étudiants communistes de la ville.
Le 17 juin 1940, peu après l'occupation de Paris, des bombardements sur Rennes font de nombreuses victimes civiles et militaires. Olivier Souef et Ginette Cros quittent alors la ville en tandem et se réfugient dans la famille de Ginette Cros où ils retrouvent ses parents. Durant l'été 1940, Ginette Cros retourne à Paris, passe sa licence d'histoire et un certificat d’études supérieures en Histoire moderne et contemporaine, validé le 27 novembre 1940. Elle fait un court séjour à Rennes pour ses études et y participe alors à des actions illégales avec l'Union des étudiants communistes.
Le 11 novembre 1940, une manifestation patriotique d'étudiants et de lycéens est durement réprimée. Les étudiants doivent désormais signer chaque jour un registre au commissariat de leur quartier. Plusieurs d’entre eux sont surveillés. Le 26 novembre 1940, alors qu’elle doit porter du matériel de propagande chez son amie Jeanne Brunschwig, au 58 rue de la Rochefoucauld, Ginette Cros se retrouve nez à nez avec deux agents de police. Elle déclare être venue apporter un manuel d’allemand et échappe à la fouille mais, de retour chez ses parents, passe la nuit à détruire tout le matériel compromettant en sa possession.
Au cours de l’année scolaire 1940-1941, Ginette Cros obtient deux autres certificats de licence d’études supérieures (Histoire du Moyen Âge et Histoire ancienne), tous deux validés le 8 juillet 1941. 

### La clandestinité et le Parti communiste
En mai 1941 le Parti communiste fonde le Front national de lutte pour la libération et l'indépendance de la France. Ginette Cros devient membre de son Comité national. Parallèlement est créé le Front national étudiant (FNE) ou  Front des étudiants patriotiques (FEP). Ginette Cros entre dans la clandestinité complète et change régulièrement d'identité. Elle est prise en charge financièrement par le Parti communiste clandestin, se cache dans des logements plus ou moins précaires ou chez des sympathisants. Ginette Cros assure d’importantes responsabilités dans la résistance.
Elle contribue à la création du périodique Le jeune patriote en 1942, une feuille ronéotée à destination de la jeunesse. À la Libération, il devient Le Vaillant, sous la bannière de l'Union de la jeunesse républicaine de France (UJRF). Ginette Cros fait partie du Comité directeur,. 
En 1943, elle est contactée par Pierre Kast pour diriger avec lui et quelques autres résistants, dont Jean Poperen et Jacques Chambaz, l'Union des étudiants et lycéens français. 
René Thuillier devient un des responsables politiques directs de Ginette Cros. Lorsqu'il est arrêté le 21 juillet 1944 et torturé par la Gestapo, elle le remplace au sein du triangle de direction de la Jeunesse communiste auprès de Robert Mension et Henri Kesterman. Elle devient aussi secrétaire générale du Front des étudiants patriotiques. En octobre 1943, le Front fusionne avec les Forces unies de la jeunesse pour former le Forces unies de la jeunesse patriotique dont elle est une des responsables avec Jean Pronteau.
En 1943, elle est membre du Conseil national de la Résistance et, en 1944, elle devient membre du Comité directeur du Front national en 1945,. 
En 1944, elle échappe de peu à une arrestation par la police qui l'attend chez son amie Juliette Renucci. Elle réussit à s'enfuir et campe plusieurs jours dans la forêt de Saint-Germain. Juliette Renucci est arrêtée et internée à la caserne des Tourelles d'où Ginette Cros la fait évader dans une opération de commando FTP, avec trois autres internées.

### Après la guerre
Le 11 novembre 1944, elle défile place des Invalides à la tête de cinquante jeunes filles des Forces unies de la jeunesse patriotique, qui se rendent ensuite à Londres où elles défilent devant le Cénotaphe.
Après la guerre, Ginette Cros reprend ses études et obtient un certificat d’études supérieures de géographie générale en juin 1948 et une licence ès lettres. Elle est nommée professeur d’histoire au collège de filles de Château-Thierry, puis au collège de jeunes filles à Épernay. En 1949, elle est reçue à l’agrégation de lettres, section histoire et géographie et entre en 1952, au lycée de Montgeron,.
Ginette Cros et René Thuillier (1913-1989) se marient le 25 décembre 1946. Ils font construire une petite maison en 1955 à Montgeron. Ils ont trois enfants, Daniel (1945-1945), François (1946-) et Dominique (1952-). Le couple se sépare à l’été 1957.
À sa retraite en 1981, Ginette Cros se consacre à la passion pour la photographie et les voyages. Elle publie plusieurs ouvrages (sur le Maroc, la Sardaigne et Paris). Sa fille, Dominique Thuillier-Laudijois, possède ses 40.000 diapositives de voyages.
Ginette Cros décède subitement le 31 août 2002, à Névez, pendant une baignade, à l'âge de 81 ans.

## Distinctions
- Médaille de la Résistance française (23 octobre 1945)[2],[8]
- Croix du combattant (carte de combattant no 654849)[2]
- Croix du combattant volontaire de la Résistance (carte de « Combattant Volontaire de la Résistance » no 096000)[2].

## Publications
- Sardaigne, Lausanne, éditions Rencontre, 1983, 80 p.
- Maroc, Lausanne, éditions Rencontre, 1966, 81 p.
- Marie Granet (auteur), Ginette Gros (ic) (collab.), Claude Lévy (collab.), Pierre Mermet (collab.),  Les jeunes dans la Résistance, 20 ans en 1940, France-Empire, 1996 Lire en ligne